# Меч дракона (фильм)
«Меч дракона» (кит. 天将雄狮) — китайский исторический боевик режиссёра Дэниэла Ли.

## Сюжет
48 год до н. э. Времена Империи Хань. Командира отряда охраны Западного региона империи Хо Аня вместе с его командой отправляют к разрушенной крепости на Великом шёлковом пути. Некоторое время спустя римский легион под руководством генерала Луция в поисках воды и провизии угрожает напасть на крепость.

## В ролях
- Джеки Чан — Хо Ань, командир отряда охраны Великого шёлкового пути
- Джон Кьюсак — Луций, командующий римским легионом
- Эдриен Броуди — Тиберий
- Чхве Сивон
- Линь Пэн — Холодная Луна
- Мика Ванг — Сю Цин, жена Хо Аня
- Янг Сяо
- Таили Ванг
- Шаофэн Фенг
- Джозеф Уэйт — Публий, юный римский принц
- Лори Пестер — царица Парфянского царства
- Шарни Винсон — жена Красса

## Восприятие
Фильм получил смешанные отзывы кинокритиков. На сайте Rotten Tomatoes его рейтинг составляет 36 % на основе 39 рецензий со средней оценкой 4,3 из 10. Критик IGN поставил фильму оценку 6 из 10, похвалив фильм за боевые сцены, но они вряд ли способны спасти фильм от невнятной сюжетной линии.